# Pleurobranchaea bonnieae
Pleurobranchaea bonnieae är en snäckart som beskrevs av Ev. Marcus och Terrence M. Gosliner 1984. Pleurobranchaea bonnieae ingår i släktet Pleurobranchaea och familjen Pleurobranchidae. Inga underarter finns listade i Catalogue of Life.